# جورج هاندلي
جورج هاندلي (بالإنجليزية: George Handley)‏ (1886 في المملكة المتحدة - 1952 ببرادفورد في المملكة المتحدة) هو لاعب كرة قدم بريطاني (وحمل سابقاً جنسية المملكة المتحدة لبريطانيا العظمى وأيرلندا) في مركز الوسط. لعب مع برادفورد سيتي وشيفيلد يونايتد ونادي تشيسترفيلد ونادي ساوثهامبتون وHallam F.C. ‏ ونادي جوول ‏ ونادي بارو.